# Резня армян в Агулисе
Резня в Агулисе (арм. Ագուլիսի ջարդեր) — резня армянского населения Агулиса (территория современных сёл Юхары Чилис (Верхний Агулис) и Ашагы-Айлис (Нижний Агулис)), осуществленная азербайджанскими государственными властями, местными азербайджанцами («татарами» по терминологии того времени) из Ордубада и беженцами из Зангезура. Кровопролитие, продолжавшееся с 24 по 25 декабря 1919 года, привело к разрушению города Агулис и почти полному уничтожению его армянского населения.

## Предыстория

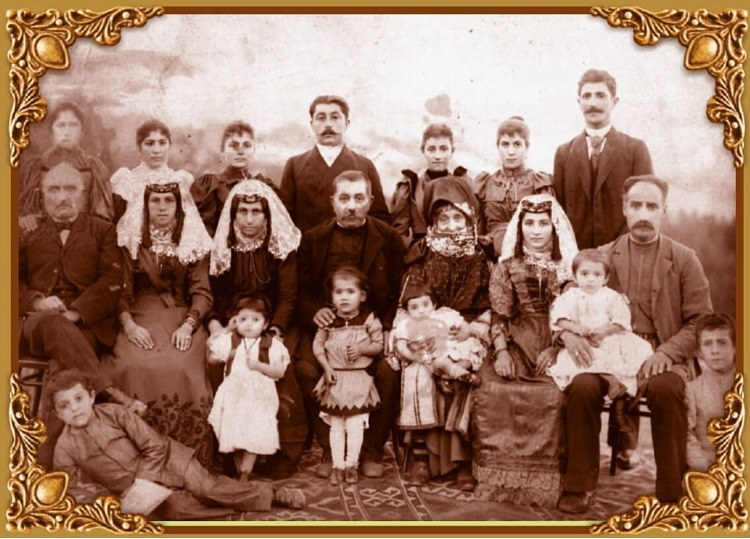
Армянская семья из Агулиса, вторая половина XIX века

Агулис был известен с древних времен как армянский культурный центр торговли и ремесел, входивший в состав Васпураканской провинции Армянского царства (античный период). Торговцы Агулиса поддерживали сотруднические отношения со своими соседями-мусульманами и играли ключевую роль в транс-аракской торговле Персидских и Азербайджанских ханств на Кавказе. Агулисский район (махал) в период Персидского правления Арменией, был единственным махалом Нахчывана, где до российского завоевания коренное армянское население оставалось большинством.
После обретения независимости закавказских республик от Российской империи и установления Закавказской федерации в 1918 году, националистические партии Армении и Азербайджана вели постоянные военные конфликты за спорные территории. Основными участками приграничных споров были смешанные армяно-азербайджанские районы Нахчыван, Зангезур и Карабах. Результатом этих пограничных споров стали этнические чистки с обеих сторон.
Весной 1919 года Первая Республика Армения расширила административный контроль над Шарур-Нахичеванской областью, сделав Агулис центром субрегиона Гохтан. Но летом того же года против армянского правления вспыхнуло мусульманское восстание, и в августе регион перешел под контроль Азербайджана и новоназначенного комиссара Ордубада Аббаса Гули Бей Таирова. Таирова поддерживал Эдиф Бей, комендант Ордубада и османский военачальник, оставшийся там после окончания Первой мировой войны и вывода османских войск из региона. Жители Агулиса признали власть Таирова, но в последующие месяцы его жители столкнулись с нарастающим продовольственным кризисом, им также не разрешили покинуть город. Бедственное положение его жителей ухудшилось, когда в ноябре того же года Азербайджанская Демократическая Республика безуспешно пыталась вырвать Зангезурский регион из-под контроля Армении.
Ситуация обострилось 17 декабря, когда толпа, состоящая из местных жителей и беженцев из Зангезура, пробилась в Нижний Агулис и начала нападать на его армянских жителей, вынуждая их бежать в верхний город. Одна из причин заключалась в том, что азербайджанские беженцы сильно пострадали от разрушения и голода из-за беспорядков в Зангезуре и очевидно, потеряли самообладание и искали помощи в Нижнем Агулисе. В итоге азербайджанцы поселились в заброшенных армянских домах после осуществлённой резни.

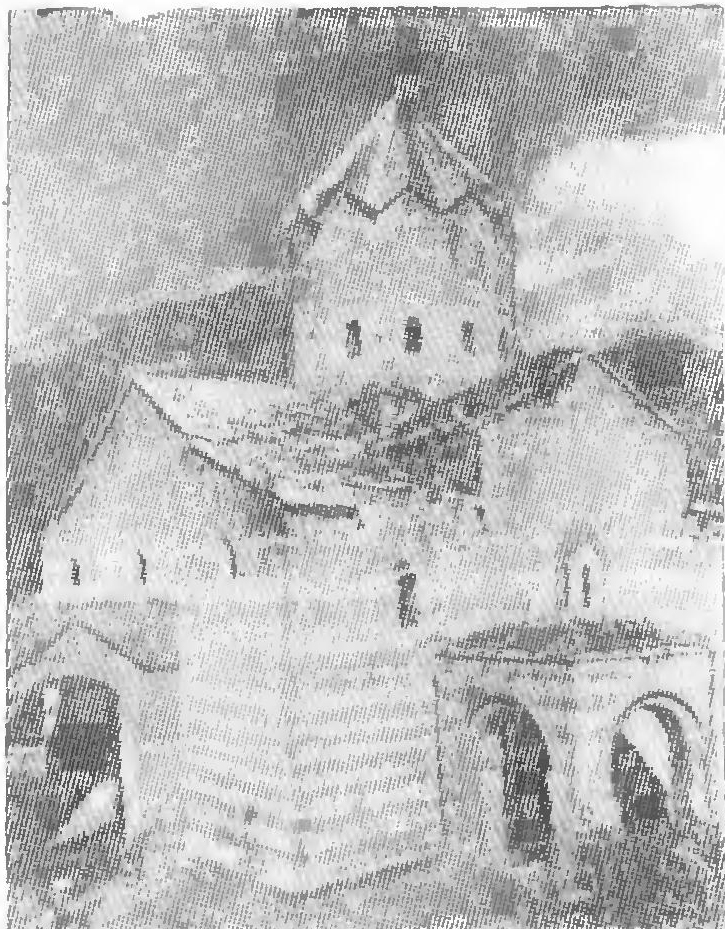
Монастырь Святого Фомы Агулиса, I—IV века

## Резня
24 декабря разъярённая толпа мусульман, к которой присоединилась местная азербайджанская жандармерия и беженцы-мусульмане из Зангезура, где действовали армянские отряды, также занимавшиеся этническими чистками, вошла в Верхний Агулис и начала грабить город. Затем они начали зверскую резню армянского населения, оставив Верхний Агулис в тлеющих руинах на следующий день. По данным правительства Армении, до 400 армян были убиты в Нижнем Агулисе и до 1000 — в Верхнем. Около сотни беженцев-армян спаслось в Персии.

## Последствия
В советское время город был частично перестроен. Однако ни один из армянских памятников культуры не был восстановлен, а оставшиеся — полностью разрушены уже в постсоветские десятилетия, что было названо несколькими авторами актом культурного геноцида со стороны Азербайджана. Примером подобной политики, было разрушение монастыря Святого Фомы в Агулисе, который, согласно полевым исследованиям Аргама Айвазяна, все еще стоял в конце 1980-х годов, но после был снесен бульдозером, а над ним была построена мечеть.

## В культуре
Резня в Агулисе, родном городе азербайджанского писателя Акрама Айлисли, была одним из основных сюжетов его романа «Каменные сны». Книга получила широкий отклик в Армении. Однако в Азербайджане книга вызвала общественное возмущение, сопровождающееся осуждением, репрессиями и клеветническими кампаниями, инициированными властями Азербайджана.